# Amber Rose Revah
Amber Rose Revah (Londen, 24 juni 1986) is een Britse actrice.

## Levensloop
Revah werd geboren in Londen en is de dochter van een Indiase vader en een Poolse moeder. Ze heeft haar grootmoeder geprezen voor het feit dat ze haar interesse in acteren op jonge leeftijd heeft gewekt door haar als kind kennis te laten maken met theater.
Ze studeerde acteren en performance aan de Brunel-universiteit. Sinds 2007 werkt ze als filmactrice.
In 2010 speelde ze de rol van Nichole in de thriller From Paris with Love. Ze speelde Maria Magdalena in de miniserie The Bible (2013) en de film Son of God (2014). Tussen 2017 en 2019 speelde ze de hoofdrol van Dinah Madani in de televisieserie Marvel's The Punisher.

## Filmografie

### Film
Uitgezonderd korte films.
| Jaar | Titel                    | Rol             | Opmerkingen   |
| ---- | ------------------------ | --------------- | ------------- |
| 2007 | The World Unseen         | Begum           |               |
| 2008 | I Can't Think Straight   | Yasmin          |               |
| 2009 | Ágora                    | Sidonia         |               |
| 2010 | From Paris with Love     | Nichole         |               |
| 2011 | The Devil's Double       | Bruid           |               |
| 2011 | Everywhere and Nowhere   | Yasmin          |               |
| 2011 | Aazaan                   | Sofiya          |               |
| 2014 | Son of God               | Maria Magdalena |               |
| 2016 | London Life              | Anita           |               |
| 2020 | Concrete Plans           | Amy             |               |
| 2023 | The Trouble With Jessica | Ellen           |               |
| 2025 | Greenland: Migration     |                 | Postproductie |

### Televisie
Uitgezonderd eenmalige gastrollen.
| Jaar      | Titel                      | Rol                            | Opmerkingen               |
| --------- | -------------------------- | ------------------------------ | ------------------------- |
| 2008      | House of Saddam            | Hala Hussein; Saddam's dochter | Miniserie, 2 afleveringen |
| 2011      | Borgia                     | Maacah Bat-Talmai              | 3 afleveringen            |
| 2012      | The Mystery of Edwin Drood | Helena Landless                | Miniserie, 2 afleveringen |
| 2013      | The Bible                  | Maria Magdalena                | Miniserie, 4 afleveringen |
| 2013      | What Remains               | Vidya Khan                     | 4 afleveringen            |
| 2014      | Women of the Bible         | Maria Magdalena                | Televisiefilm             |
| 2015      | Silent Witness             | Yasmin                         | 2 afleveringen            |
| 2015–2016 | Indian Summers             | Leena Prasad                   | 14 afleveringen           |
| 2017      | Emerald City               | Miranda                        | 4 afleveringen            |
| 2017–2019 | The Punisher               | Dinah Madan                    | Hoofdrol, 26 afleveringen |
| 2022      | Last Light                 | Mika Bakhash                   | 5 afleveringen            |
| 2022      | The Peripheral             | Grace                          | 2 afleveringen            |

### Computerspel
| Jaar | Titel          | Rol      | Opmerkingen |
| ---- | -------------- | -------- | ----------- |
| 2022 | The Waylanders | Nazhedja | Stem        |